# Palesztina
Palesztina, vagy hivatalosan a Palesztin Állam (arabul: دولة فلسطين) de jure szuverén terület a Közel-Keleten, amelyet 2012-ben 138 ország hivatalosan is elismert. Területét Ciszjordánia és a Gázai övezet alkotja. Az ENSZ-ben megfigyelőként van jelen.
A Földközi-tenger keleti medencéjének keleti partjai mentén, a Levante térségében fekszik.
Az ENSZ 1947-es felosztási terve a Brit Palesztin Mandátum területét 56% (zsidó állam) és 42%-os (arab állam) arányban osztotta fel (Jeruzsálem városa és a környező területek, a teljes terület 2%-a, nemzetközi ellenőrzés és igazgatás alatt maradt volna), amit a zsidó szervezetek elfogadtak, de a palesztinok ezt méltánytalannak tartották, mivel nem tükrözte a népességi arányokat és a tényleges területi viszonyokat, így elutasították. 1948. május 14-én a brit mandátum megszűnt, a  mandátum területén működő zsidó szervezetek kikiáltották Izrael állam megalakulását és függetlenségét. Május 15-én a környező arab államok beavatkoztak a Palesztin Mandátum területén zajló zsidó-palesztin polgárháborúba. Ez az 1948-as arab-izraeli háború az arab államok vereségével járt. A harcok során Izrael jelentős palesztin területeket szerzett meg és megközelítőleg 880 ezer palesztin kényszerítettek szülőföldje elhagyására (Nakba). A maradék 22% palesztin területet Jordánia (Ciszjordánia), és Egyiptom (Gázai övezet) szállta meg, ahol létrehozták a palesztin protektorátust, amit 1959-ben a pán-arabista Gamal Abden-Nasszer az Egyesült Arab Köztársaság-hoz csatolt.
1967-ben Izrael megtámadta arab szomszédait és a hatnapos háború során elfoglalta Gázát és Ciszjordániát. E területeket jelenleg is katonai megszállása alatt tartja. Az 1993-as oslói megállapodás  óta a Gázai övezet és Ciszjordánia egyes területei felett a Palesztin Nemzeti Hatóság gyakorolhat korlátozott önkormányzatot, azonban Ciszjordánia területének 61%-a felett Izrael közvetlen irányítást gyakorol, és ezeken a területeken az ENSZ által illegálisnak ítélt zsidó telepeket létesített és létesít, míg a Gázai övezetben a palesztin politikai szervezetek közti belharcok következtében 2006 óta a Palesztin Nemzeti Hatóság helyett a Hamász iszlamista nacionalista szervezet kezében van a tényleges irányítás.
Bár Palesztina Kelet-Jeruzsálemet tekinti fővárosának, a város izraeli megszállás alatt áll, a palesztin és izraeli igényeket a városra a nemzetközi közösség többnyire nem ismeri el.

## Földrajz
A Palesztin Állam két részterületből, Ciszjordániából és a Gázai övezetből áll. Ciszjordániát északon az As Samirah 150 méteres fennsíkja, délen pedig a Bibliából ismert Júdea mesés tája jellemzi. Délkeleti határán a világ legsósabb belvízi tava, a Holt-tenger vonz némi idegenforgalmat e területre.
Keleten Ciszjordánia magába foglalja a Júdeai-sivatag nagy részét, beleértve a Holt-tenger északnyugati partvonalát.
Jelentősebb folyója az állam keleti szélén a Jordán.
A Gázai övezetben van az ország legfontosabb kikötője, Gáza városánál. Az Egyiptomot Izraellel összekötő vasút teljes egészében áthalad mindhárom városán.

### Éghajlat
Ciszjordánia éghajlata többnyire mediterrán, a magaslati területeken kissé hűvösebb az izraeli partvonalhoz képest. Keleten Ciszjordániát száraz és forró éghajlat jellemzi. Jerikóban az évi csapadékmennyiség csak 200 mm körül alakul, amely zömmel a téli hónapokban hull le. A napsütéses órák száma igen magas, Jerikóban évi mintegy 3550 óra.
A Gázai övezet forró, félszáraz éghajlatú (Köppen: BSh), enyhe telekkel és száraz forró nyárral. A csapadék általában november és március között hull le, az éves csapadékmennyiség 300–400 mm közötti.

### Környezeti problémák
A Gázai övezet problémái közé tartozik az elsivatagosodás, a nem megfelelő szennyvízkezelés, a talajromlás és a felszín alatti vízkészletek kimerülése és szennyeződése. Ciszjordániában hasonló problémák jelentkeznek, de az édesvízkészlet bőségesebb.

## Története

### Ókor
A terület az ókori Egyiptom XIX. dinasztiája idején a Hettita Birodalom, Babilónia és az Egyiptomi birodalom közti határterületként többnyire egyiptomi fennhatóság alatt állt, Kánaán országaként utaltak rá. Babiloni szövegekben a Kánaánnak megfelelő szó Kinahhu-nak hangzik, s ez jelentette eredetileg a piros bíbort, amelyet a tengerből halászott bíborcsigából nyertek. Eszerint Kánaán azt jelenti, hogy „Bíbor ország”, ugyanaz, mint a görög Fönícia név.

A kádesi csata után, II. Ramszesz és a hettiták közötti békeszerződés értelmében a határokat kölcsönösen elismerték.

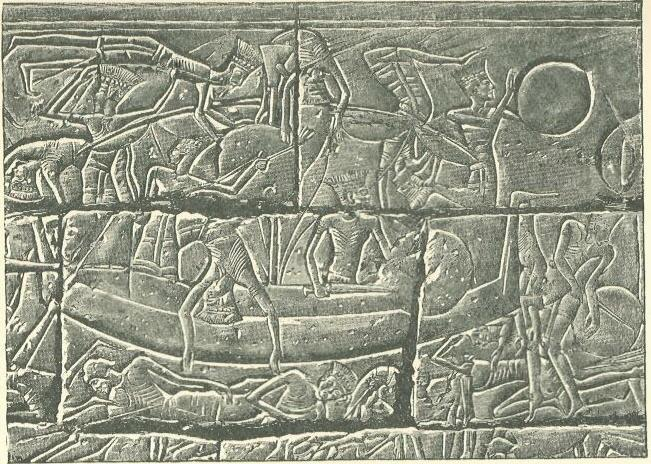
Filiszteus hadihajó ábrázolása III. Ramszesz Medinet Habuban álló templomából

Merenptah fáraó még sikerrel védi a területet  a tengeri népek támadása ellen (i. e. 1208). Az erről szóló leírásban, a Merenptah-sztélében említik először az izraeli népet, ez az Izrael név első írásos emléke, egyúttal Izrael egyetlen említése régi egyiptomi szövegekben. „Kánaán népe nyomorult fogoly, Askelon meghódítva, Gezert elfoglaltam, Janoám elpusztult, Izrael puszta, magva nincs többé.” A szöveg rövidsége miatt nem vonhatók le messzemenő következtetések, megállapítások, de míg a többi név után az országot jelentő determinatívum áll, Izraelé után a népet jelentő, ami arra utal, ebben az időben nem országként, hanem népként (esetleg nomádokként), állandó városállam nélküli csoportként tekintettek rájuk.
III. Ramszesz idejében a tengeri népek elsöprik a Hettita Birodalmat, megszerzik a tengerparti területeket, de a Nílus deltáját és az Egyiptomi Birodalmat III. Ramszesz egy elkeseredett csatában megvédi a tengeri népek támadásával szemben (i. e. 1174 vagy 1178). E tengeri népek egyikét magyarul  filiszteusoknak nevezik. 
E nép nevéből származik a mai palesztin népnév és Palesztina elnevezése is.
A Földközi-tenger partvidékén i. e. 1200 körül letelepedő filiszteusok számos kisebb-nagyobb települést, köztük öt jelentős várost emeltek. Ez az öt város, Gáza, Askelón, Asdód, Ekron és Gát pentapoliszt, azaz az öt városból és birtokaikból álló kereskedelmi és védelmi szövetséget alkotott. Róluk és cselekedeteikről a Biblia számos helyen, többek közt a Bírák könyve 3. fejezetében és Sámuel első könyvének 4. fejezetében is megemlékezik. E korban kezdődött a területért folytatott több évszázados izraeli-filiszteus és judeai-filiszteus háborúskodás.
A vaskorban az izraeliták a területen két királyságot alapítottak, az északi Izraeli Királyságot és a déli Júdai Királyságot. Az Izraeli Királyságot az Újasszír Birodalom hódította meg i. e. 722-ben. Szamária elfoglalása után a lakosság egy jelentős részét II. Sarrukín asszír király áttelepítette birodalma más területeire. A Júdai Királyság előbb az Újasszír birodalom, majd annak bukása után az Újbabiloni Birodalom kliensállama lett. A Babilon elleni lázadás nyomán II. Nabú-kudurri-uszur i. e. 587-ben megostromolta Jeruzsálemet, lerombolta a várost és elpusztította a Júdai Királyságot.
Hérodotosz az i. e. 5. században a tengerparti és az azon túli területeket is a Palesztina néven nevezi.

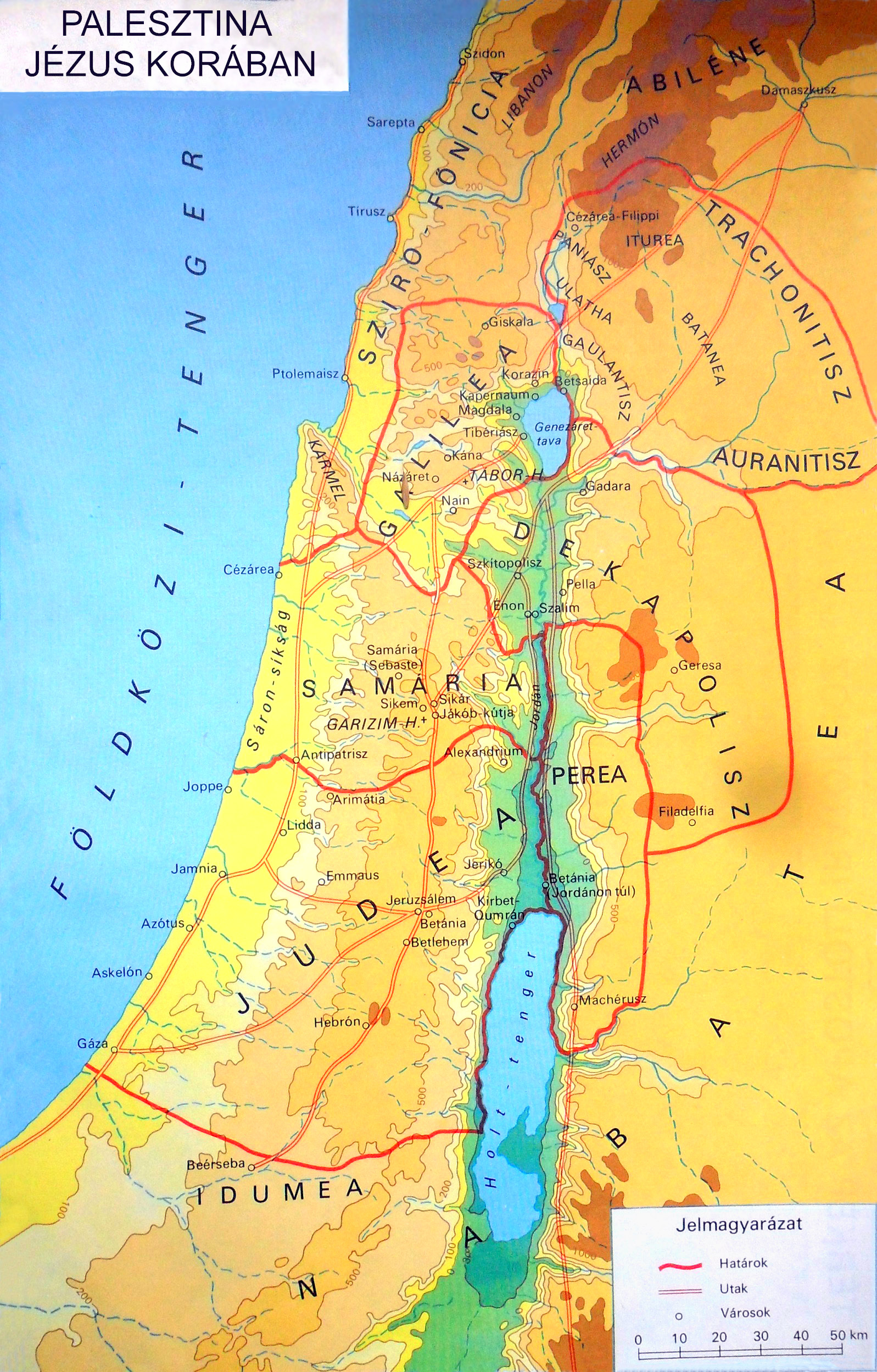
Palesztina Jézus korában

 A filiszteusok idővel beolvadtak a terület lakosságába, de Palesztina mint földrajzi név fennmaradt.
A makedón király, Nagy Sándor i. e. 332-ben hódította meg a területet Gáza ostroma után. A terület fölött Sándor halála után évszázadokig a vezérei alapította uralkodócsaládok, a Ptolemaida-dinasztia és a Szeleukida-dinasztia uralkodtak, gyorsan hellenizálódott.
Hadrianus császár, az utolsó zsidó nemzeti szabadságharc, a Bar Kohba felkelés leverését követően (i. sz. 135), Júdea tartományt és a környező területeket Szíria Palesztina néven szervezte újjá, a zsidóknak pedig megtiltotta a jeruzsálemi letelepedést. Al-Quds város (Jeruzsálem) a császár családi nevéről az Aelia Capitolina (isteni Aelius) nevet kapta. A terület eztán évszázadokig viselte a Palesztina nevet, Róma, illetve a Bizánci Birodalom uralma alatt állt egészen az iszlám hódításokig. A zsidó vallás a Római és Bizánci Birodalom területén is a bevett vallások közé tartozott, így követői szabadon gyakorolhatták vallásukat.

### Középkor
Palesztina Jeruzsálem ostroma után, 637-ben került a Rásidún kalifák uralma alá és vált az iszlám világ részévé. A muszlimok a zsidókat és keresztényeket egyaránt a könyv népeinek tekintették, akik így megtarthatták vallásukat, saját közösségük ügyeit pedig saját törvényeik szerint intézhették (dzimma).
A területet az első ezredforduló, illetve a keresztes háborúk korától Szentföldnek is nevezik.
Az első keresztes háború során az Európából indult keresztény hadak 1099-ben elfoglalták Jeruzsálemet. A győztesek tömegesen mészárolták le a város zsidó és muszlim lakosait, majd elzarándokoltak a Szent Sírhoz, és körmenetet tartottak a város elfoglalásának örömére. A Jeruzsálem visszafoglalásával próbálkozó kalifát a keresztesek Aszkalónnál megverték. A harcok csillapodtával többségük hazatért Európába. 1100-tól Palesztina területének jórésze a katolikus keresztény Jeruzsálemi Királyság birtoka. A keresztes hadjáratok során Palesztina 1099 és 1187 között keresztény kézen volt, majd Szaladin hadjáratai nyomán ismét visszakerült a muszlim uralkodókhoz.
Palesztina 1516-tól az Oszmán Birodalom része volt. Az oszmánok a muszlim dzimma hagyományát követve meglehetős türelemmel bántak nem muszlim alattvalóikkal. Az oszmán közigazgatásban a vallási felekezetek autonómiát élveztek, belügyeiket saját szokásaik és törvényeik szerint maguk intézhették (millet-rendszer).

### 20. század első fele
Az első világháború után az antant hatalmai felosztották maguk közt az Oszmán Birodalom területeit. A Levante területe mandátumként került francia és brit fennhatóság alá. Ezt a fennhatóságot a világháború után létrehozott Népszövetség törvényesítette a mandátumrendszer keretében. A népszövetségi mandátumok rendszerét az 1919. június 28-án hatályba lépett Nemzetek Szövetsége Egyezségokmányának 22. cikkelye hozta létre. Így került a terület brit fennhatóság alá, Brit Palesztin Mandátum néven. A brit igazgatás 1920 júliusában kezdődött, a mandátum pedig 1923. szeptember 29-től volt hatályos.
Az I. világháború vége és 1947 között brit mandátumterület, tulajdonképp gyarmat volt. Ekkor indult meg a zsidók cionista mozgalom szervezte betelepülése, amit a zsidók hazatérésnek (alija) neveznek.
A brit mandátum fennállása alatt a mandátum területére több hullámban jelentős számú, főleg Európából jövő cionista zsidó bevándorló érkezett, ami jelentősen megváltoztatta a terület népességének összetételét. A zsidó bevándorlás etnikai feszültségekhez és polgárháborús helyzet kialakulásához vezetett.

### A második világháború után

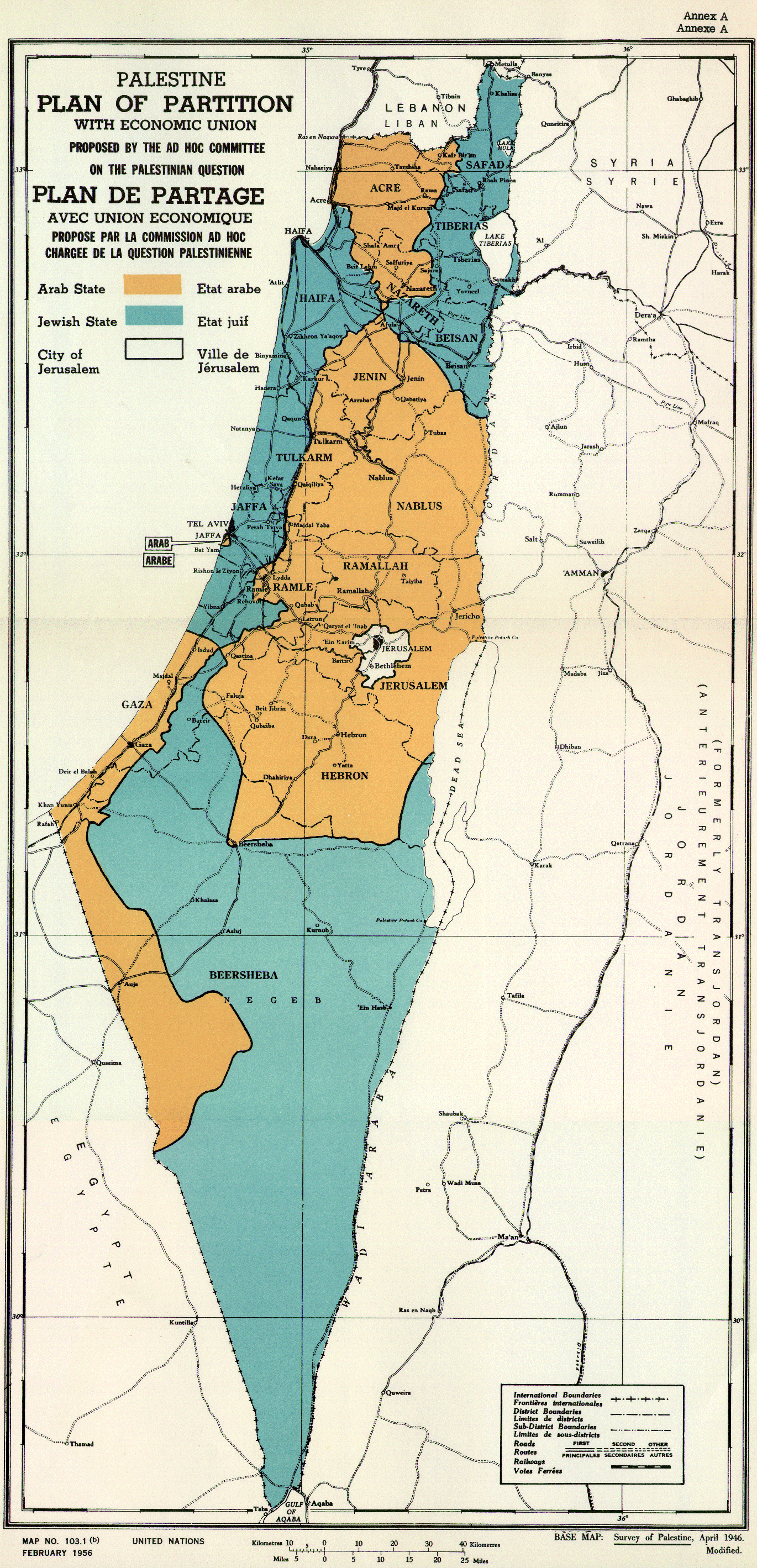
Az ENSZ 1947-es terve a Palesztin Mandátum felosztására

1947-ben zsidók tulajdonában 1850 km² volt, Palesztina területének 7,04%-a. Közbirtok, vagy a „korona birtoka”, amit a mandátumterület kormánya kezelt, a teljes terület 70%-a volt, főleg a Negev-sivatag. A többi volt arabok, keresztények vagy bárki más kezén.
1947. november 29-én az ENSZ Közgyűlése Palesztinát zsidó és arab államra osztotta.
1977 óta ezen a napon tartják a tagállamok a „Palesztin szolidaritás nemzetközi napját”.
Az Irgun Zvai Leumi és a Stern zsidó csoportok a zsidók által lakott területeken gerilla harcot folytattak és terrorcselekményeket hajtottak végre. Így például 1946. április 25-én gépkocsikban alvó angol katonákat öltek meg az Irgun fegyveres szabadságharcosai, 1946. július 22-én pedig felrobbantották a King David Hotelt 97 embert megölve. 1947. április 18- és 20-án bomba robbantás két kórházban, 1947. szeptember 26-án pedig kiraboltak egy bankot Ramlában. Az angol kormány ekkor 50 ezer dolláros vérdíjat tűzött ki az Irgun vezető Menáhem Begin fejére, de elfogni nem tudták.
1948-ban cionista zsidó fegyveres csoportok (Irgun, Lehi, Pálmách) követték el a palesztinai Déir Jászin falu lakosai elleni tömegmészárlást. A Déir Jászin-i mészárlás 1948. április 9. és 11. közt zajlott, a Palesztin Mandátum területén, egy hónappal Izrael állam megalapításának és függetlenségének kikiáltása előtt. A település az ENSZ Palesztinára vonatkozó felosztási terve szerint a Jeruzsálem körül kijelölt, nemzetközi fennhatóság alatt maradó területen feküdt, arab lakói pedig távol tartották magukat a zsidó-arab polgárháború harci cselekményeitől.
A falut április 9-én hajnalban támadta meg körülbelül 130 zsidó fegyveres. Céljuk a település elfoglalása és az ott lakók elűzése, a település kiürítése volt. A település férfiai azonban ellenálltak a támadóknak. A harcok során négy zsidó támadó vesztette életét, sokan megsebesültek. A támadást az Irgun és a Lehi fegyveresei indították, de miután az kudarcba fulladt, a Pálmách egységei nyújtottak nekik segítséget. Miután a települést a zsidó fegyveresek végül elfoglalták, „tisztogatásba” kezdtek, aminek során válogatás nélkül gyilkolták le a település lakóit, fosztogattak és raboltak.
A mészárlás áldozatainak pontos száma tisztázatlan. A korabeli beszámolók kétszázötven körüli áldozatról szóltak, ma az ezzel foglalkozó történészek valószínűbbnek tartják a valamivel száz feletti számú áldozatot. A gyilkosságokat és törvénytelen kivégzéseket fosztogatás, rablás és nemi erőszak is kísérte. A mészárlás óriási nemzetközi felháborodást váltott ki és nagy riadalmat keltett a palesztinai arab lakosság körében, hozzájárulva a lakosság tömeges meneküléséhez.[forrás?]
Az Irgun egyik vezetője volt a későbbi izraeli miniszterelnök, Menáhém Begín, aki 1978-ban Anvar Szadattal közösen elnyerte a Nobel-békedíjat az egyiptomi-izraeli békeszerződés megkötéséért.
1948. május 14-én megalakult Izrael állama, a Palesztin mandátum területének az 56%-án. Az ezelőtti 1947-48-as civil háborúban több mint 250 ezer palesztin lett kiszorítva otthonából, amely később ürügyként szolgált az arab támadásra. A gyengén felszerelt palesztin milíciák, és a környező arab államok megtámadták Izraelt május 15-én, kitört az első arab–izraeli háború, amely az arab fél vereségével ért véget, többek között mivel hadműveleteiket nem hangolták össze. Az 1947–1949-es eseményeket a palesztinok a „nakba”-nak nevezik, amely arabul katasztrófát jelent: 711 000 embernek, a lakosság 80%-ának kellett elhagynia lakóhelyét és vált menekültté, melyeknek a túlnyomó többsége a mai napig nem térhetett vissza. Ezen kívül 400–500 település lett elpusztítva, és több ezer ember halt meg.
Az 1948-as arab-izraeli háború tűzszünettel zárult. Sem Izrael, sem Egyiptom nem volt érdekelt újabb háború kitörésében, így az egyiptomi hatóságok igyekeztek korlátozni a palesztin ellenállók Izrael elleni támadásait, és az izraeli hadsereg is csak ritkán támadta a Gázai övezetet. Az 1952-es egyiptomi forradalom nyomán azonban megszűnt az erős brit befolyás alatt álló királyság, az új köztársaság pedig a nyugati nagyhatalmaktól való függetlenedésre törekedett. Az Egyiptomban zajló változásokat az izraeli kormányzat nem nézte jó szemmel, így 1954-ben az izraeli titkosszolgálat merényletsorozatot szervezett egyiptomi zsidók bevonásával, hogy megingassa a rendszert. Az ügynökök robbantásos merényleteket hajtottak végre Egyiptomban; 1954 július 2-án robbanás történt egy alexandriai postahivatalban, július 14-én robbanás történt az USIA alexandriai és kairói kirendeltségének könyvtáraiban és egy moziban. Az egyiptomi hatóságok végül letartóztatták a csoport tizenegy tagját, és egy 1954. december 11. és 1955. január 27. közt zajlott perben vonták őket felelősségre. A vádlottak közül kettőt halálra ítéltek és felakasztottak, a többieket börtönbüntetésre ítélték. Izrael a pert kirakatpernek nevezte és antiszemitizmussal vádolta Egyiptomot. Az ügy nyomán az izraeli-egyiptomi viszony fagyossá vált.[forrás?]
1955. február 28-án az izraeli hadsereg különleges egységei a Fekete Nyíl Hadművelt keretében behatoltak a Gázai övezetbe, megtámadták az egyiptomi hadsereg Gáza város melletti laktanyáját és megöltek harmincnyolc egyiptomi katonát. Erre válaszul az egyiptomi hatóságok elkezdték gerilla-hadviselésre oktatni a palesztin ellenállókat, és már nem akadályozták tevékenységüket. Gamal Abden-Nasszer elnök egy esetleges újabb izraeli-arab vagy izraeli-egyiptomi háború kitörésére számítva az 1955-ös csehszlovák-egyiptomi fegyverüzlettel nagy mennyiségű korszerű fegyvert szerzett be, így nyílttá téve az eddig a színfalak mögött zajló izraeli-egyiptomi fegyverkezési versenyt.[forrás?]

### A szuezi válság
Izrael tiltakozott Egyiptom intézkedése ellen, amellyel az ország kizárta Izraelt a Szuezi-csatorna használatából. Izrael háborúval fenyegette meg szomszédját. A támadásra végül a britekkel és franciákkal karöltve kerítettek sort, miután a három ország képviselői 1956. október 24-én Sèvres-ben aláírták az erről szóló Sèvres-i protokollt. A protokoll értelmében, ha a terv sikerrel jár, Izrael megszállja és annektálja a Gázai övezetet és a Sínai-félszigetet. A Szuezi válság néven elhíresült akcióban az izraeli csapatok 1956. október 29-én lépték át az egyiptomi határt.
1956. november 3-án és 12-én az izraeli hadsereg katonái 200~300 palesztint mészároltak le Hán Júnisz és Rafah menekülttáboraiban. Végül az Amerikai Egyesült Államok és a Szovjetunió nyomására Izrael 1957-ben kénytelen volt kivonulni az általa megszállt területekről.
1959-ben palesztin menekültek megalapították a Fatah mozgalmat, amely a palesztin függetlenségért küzdő egyik meghatározó mozgalom, majd a palesztin szervezetek összefogásával 1964-ben létre jött a Palesztinai Felszabadítási Szervezet (PFSZ).

### A hatnapos háború és következményei
1967-ben Izrael megtámadta arab szomszédait és a hatnapos háború során elfoglalta Gázát, Ciszjordániát, a Golán-fennsíkot és Kelet-Jeruzsálemet. Ezek a területek jelenleg (2024) is Izrael katonai megszállása alatt állnak. A megszállt területeken az 1970-es évek elejétől kezdve Izrael zsidó telepeket létesít, melyeket az ENSZ illegálisnak ítél. A Gázai övezetben 21 zsidó telep létesült, közelítőleg nyolcezer lakossal. Ezek a telepek foglalták el az övezet területének 18 százalékát, míg a milliós palesztin lakosság a fennmaradó területre szorult. Ciszjordániában az illegális zsidó telepeken mára már több, mint 700 000 Izraelből idetelepült zsidó telepes él. A megszállt területek palesztin lakóinak életét eztán évtizedekig az izraeli hadsereg ellenőrizte és irányította.
Ezután a palesztin szervezetek gyakran nyúltak a terror eszközéhez. 1970-ben megalakult a Fekete Szeptember terrorszervezet, amely terrortámadásokkal igyekezett kikényszeríteni a palesztin függetlenséget. Leghíresebb akciójuk az 1972-es müncheni olimpia izraeli csapatának elrablása volt. Az akció során 11 izraeli sportoló, öt terrorista és egy német rendőr halt meg. Később, 1987-ben jött létre a Hamász ellenállási mozgalom, amely idővel meghatározó szerepre tett szert a palesztinok között.
1973-ban Szíria és Egyiptom meglepetésszerű támadást intézett Izrael ellen. Kitört a jom kippuri háború.
1982-ben első libanoni háború (Izrael-Libanon).

### Az első intifáda
A Gázai övezetben kezdődött az első intifáda, miután 1987. december 7-én egy izraeli tehergépkocsi összeütközött egy palesztin személygépkocsival, megölve négy palesztint. A tüntetések és megmozdulások hamarosan átterjedtek Jeruzsálemre és Ciszjordániára is. A hat évig tartó harcokban 1087 palesztint, köztük 240 gyermeket, 100 izraeli civilt és 60 izraeli katonát öltek meg a megszállt palesztin területeken. Az intifáda kitörése nyomán alakította Ahmed Jászín 1987 végén a Hamászt.
1988. november 15-én a Palesztinai Felszabadítási Szervezet egyoldalúan kinyilvánította Palesztina függetlenségét.

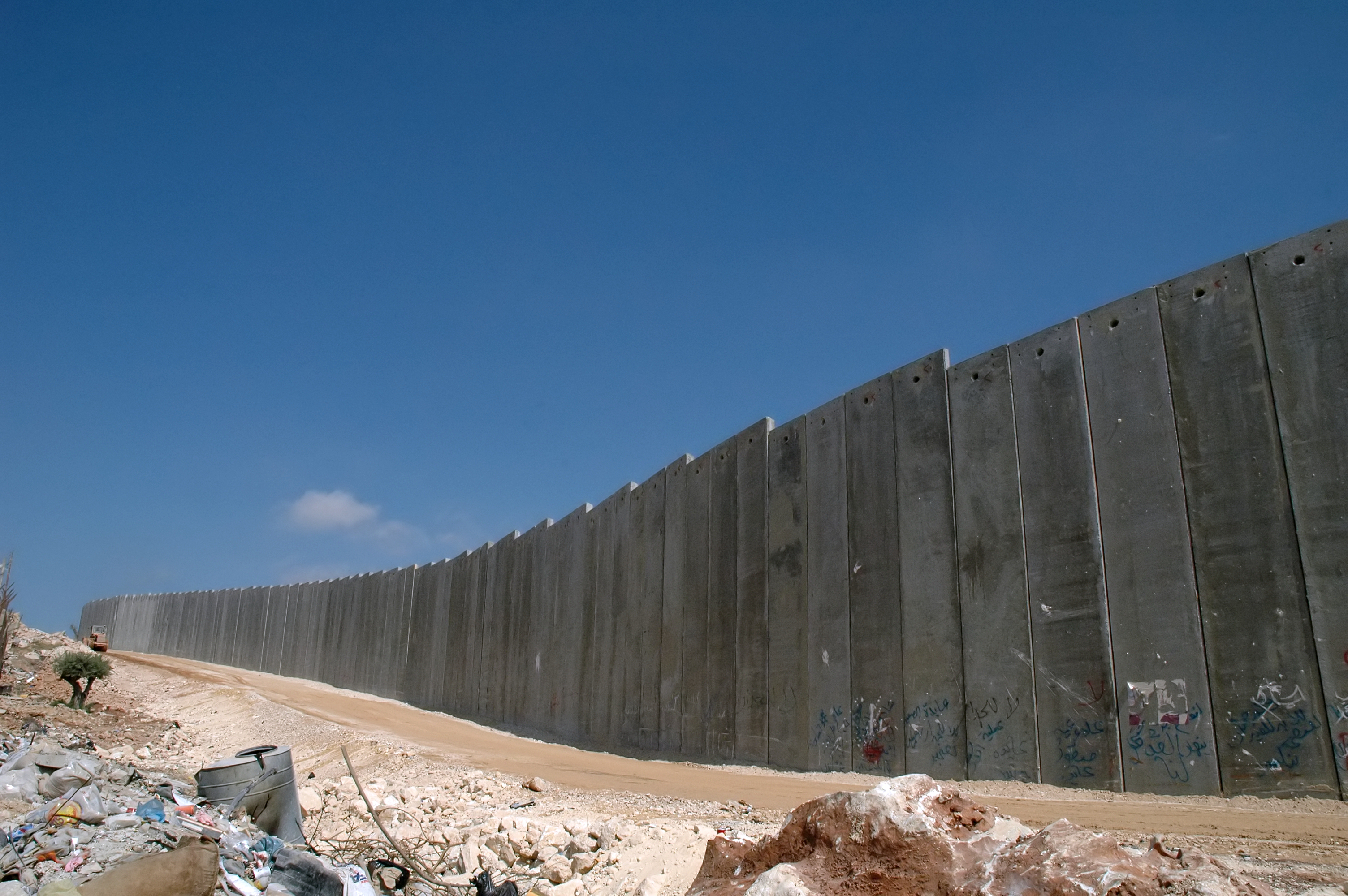
Ciszjordániát és Izraelt elválasztó határerődítmény

### Oslói megállapodás és békefolyamat
Az intifáda jelentős társadalmi és gazdasági terheket rótt Izraelre, így az izraeli kormány végül tárgyalóasztalhoz kényszerült, hogy az izraeli-palesztin viszonyt rendezze. A tárgyalások eredményeként 1993-ban született oslói megállapodások elhozták az intifáda végét. A megindult békefolyamat azonban az ezredfordulóra kudarcba fulladt, mivel nem szélesedett a palesztin önrendelkezés, nem jött létre a az önálló és életképes palesztin állam, sőt, tovább folyt a törvénytelen zsidó telepek építése a megszállt palesztin területeken.

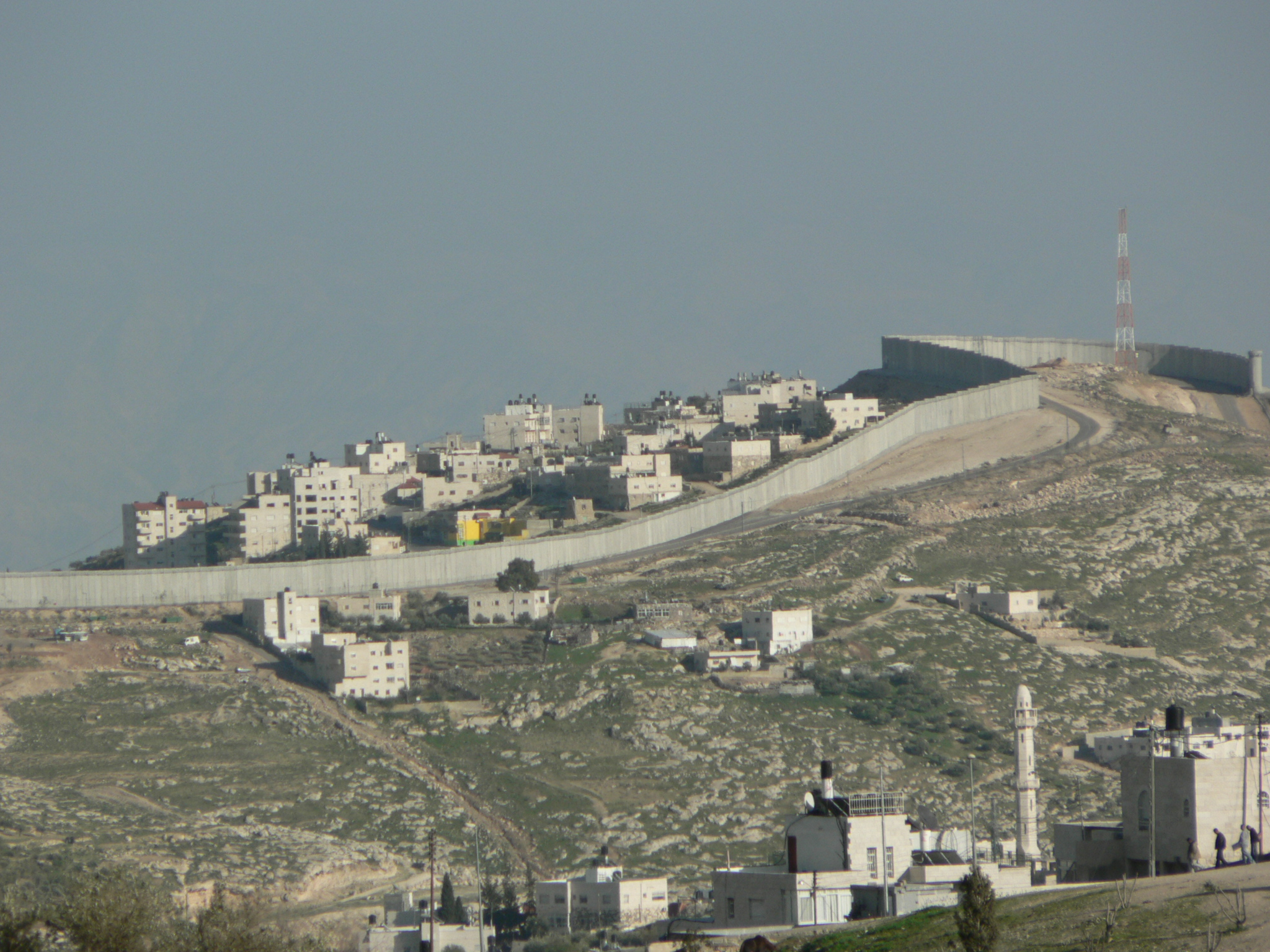
Az izraeli elválasztó fal Jeruzsálem közelében

### A második intifáda, a gázai illegális zsidó telepek kiürítése
2000 szeptemberében kezdődött a második intifáda. A 2005-ig tartó összecsapásokban, illetve a palesztin gerillák által elkövetett öngyilkos merényletekben közelítőleg 3000 palesztin, 1000 izraeli és néhány külföldi állampolgár is életét vesztette. Izrael a 2000-es években biztonsági kerítés kiépítését kezdte meg a palesztin területek körül. Ezt 2004. július 9-én a hágai Nemzetközi Bíróság törvénytelennek ítélte, majd az ENSZ is elítélő határozatot hozott.

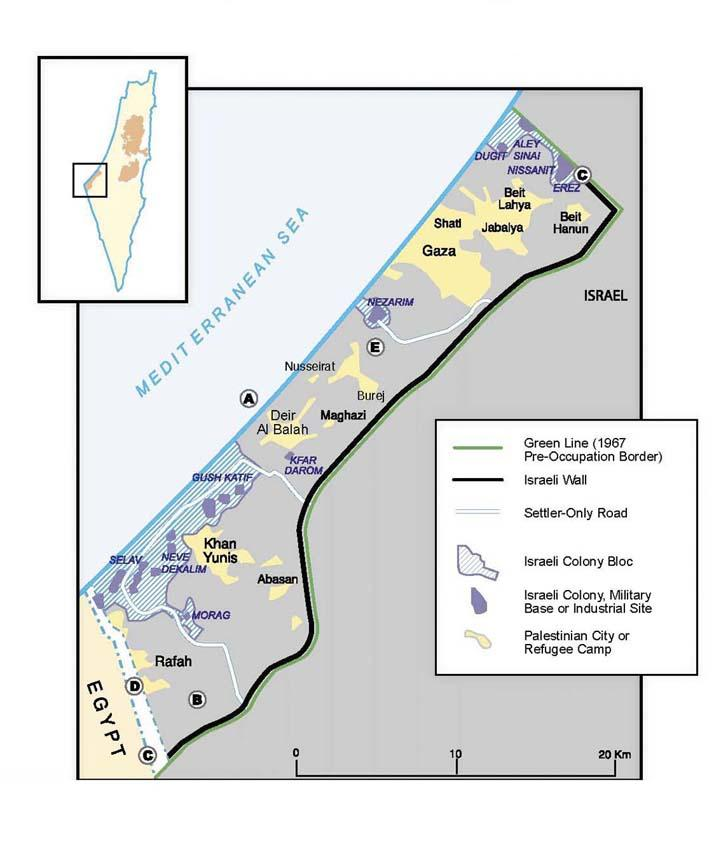
Zsidó telepek a Gázai övezetben. Lilával színezve a zsidó telepek, katonai helyőrségek, ipartelepek. Kékkel sávolva a telepekhez tartozó külterületek.

Az intifáda Izraelnek  súlyos társadalmi és gazdasági gondokat okozott, így az izraeli kormány, élén Aríél Sárón miniszterelnökkel a Gázai övezet feladása mellett döntött, mert a 21 zsidó telep és azok néhányezer lakója biztonságának fenntartása aránytalanul magas költséggel járt, a Gázai övezet hivatalos annektálása pedig a több, mint kétmillió palesztin izraeli állampolgárrá válását, ezzel az izraeli nemzetiségi arányok felborulását jelentette volna. A Kneszet 2005. február 16-án hagyta jóvá a tervet. Bár a zsidó telepeket felszámolták, az izraeli hadsereg pedig elhagyta a Gázai övezet területét, annak határait, felségvizeit és légterét máig is teljes ellenőrzése alatt tartja, és Izrael fenntartotta magának a jogot, hogy hadereje bármikor behatolhasson az övezet területére. A határzár gázai övezeti oldalán az izraeliek széles biztonsági sávot jelöltek ki, ahová a palesztinok nem léphetnek be, ezzel megfosztva az övezet lakóit földjeik használatának jogától.
Miután a Hamász nagy meglepetésre megnyerte a nemzetközi ellenőrök által is tisztának tartott 2006-os palesztin törvényhatósági választásokat a Fatah nem volt hajlandó együttműködni vele, ami palesztin belharcokhoz vezetett. Izrael a 2006-os választások óta tartja katonai zárlat alatt a Gázai övezet szárazföldi és tengeri határát, valamint légterét. A zárlat fenntartását Egyiptom is segíti, a Gázai övezet-Egyiptom határ lezárásával, amire az Izraellel kötött megállapodásai kötelezik. A Hamász 2007 óta irányítja egyedül a Gázai övezetet. Ennek folyományaként ma de facto két Palesztin önkormányzat van és egyik sem ismeri el a másikat: a Hamász uralja a Gázai övezetet, a Fatah Ciszjordániát.[forrás?]
2007. november 27-én Ehúd Olmert izraeli miniszterelnök és Mahmúd Abbász palesztin elnök megállapodott, hogy tárgyalásokat kezdenek minden vitás kérdésről és 2008 végéig valamiféle megállapodásra jutnak.
2013-2014 során az Amerikai Egyesült Államok megkísérelt új életet lehelni a 2000 óta halott izraeli-palesztin béketárgyalásokba. John Kerry külügyminiszter ugyan sikerrel ültette tárgyalóasztalhoz az izraeli és palesztin felet, de a tárgyalássorozat végül kudarcba fulladt. Az izraeli-palesztin béketárgyalásokkal párhuzamosan a palesztin Fatah és Hamász is megkísérelte rendezni évtizedes feszült viszonyát, és lépéseket tett a palesztin egység megteremtésére. 2014. április 23-án a Fatah és a Hamász megegyezett egy palesztin egységkormány létrehozásáról és új törvényhozási választások tartásáról. Az egyezség tényét Izrael kormánya a béketárgyalások megszüntetésének ürügyéül használta fel.

## Diplomáciai elismerés

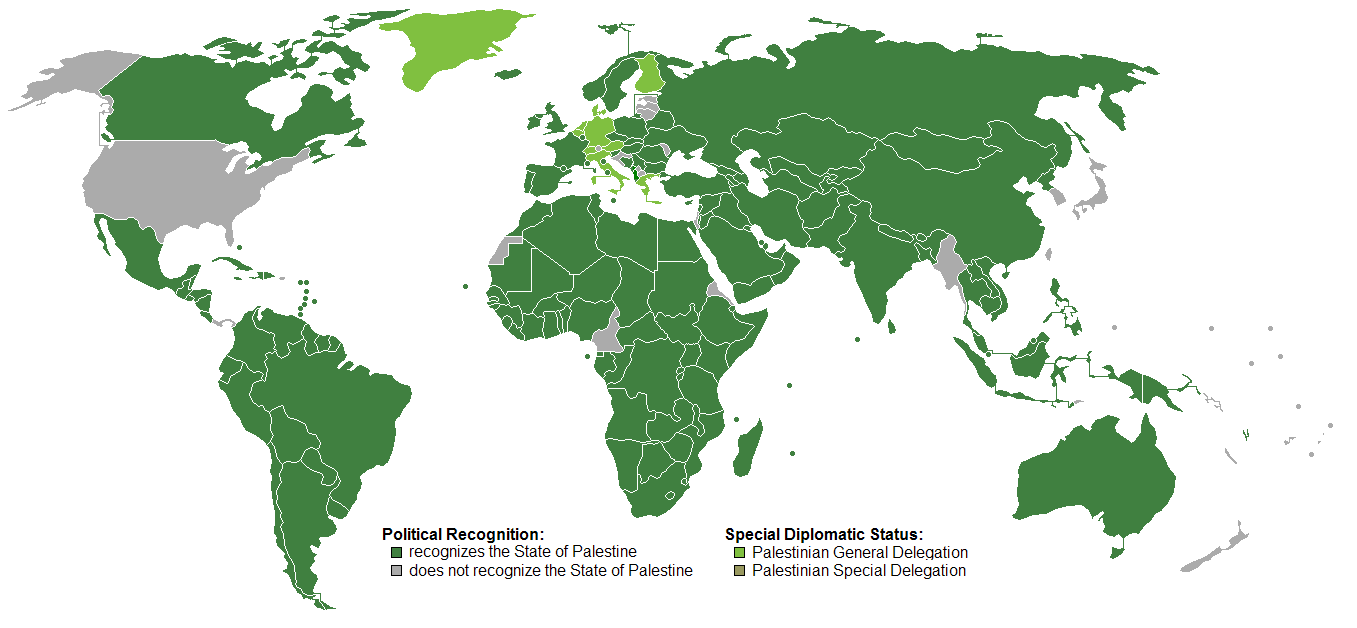
A palesztin államot elismerő országok (2010. december)

### Magyarország részéről
A Palesztinai Felszabadítási Szervezet irodája 1975-ben kezdte meg működését Budapesten.
A palesztin képviselet 1982-ben diplomáciai rangot kapott. 1988. november 15-én Magyarország elismerte a palesztin állam „kikiáltását”, azóta a palesztin képviselet nagykövetségként működik. Palesztina magyarországi nagykövete Elian Keswani.
Magyarország 2000. augusztus 29-én nyitott képviseleti irodát a Palesztin Nemzeti Hatóság területén fekvő Rámalláhban.

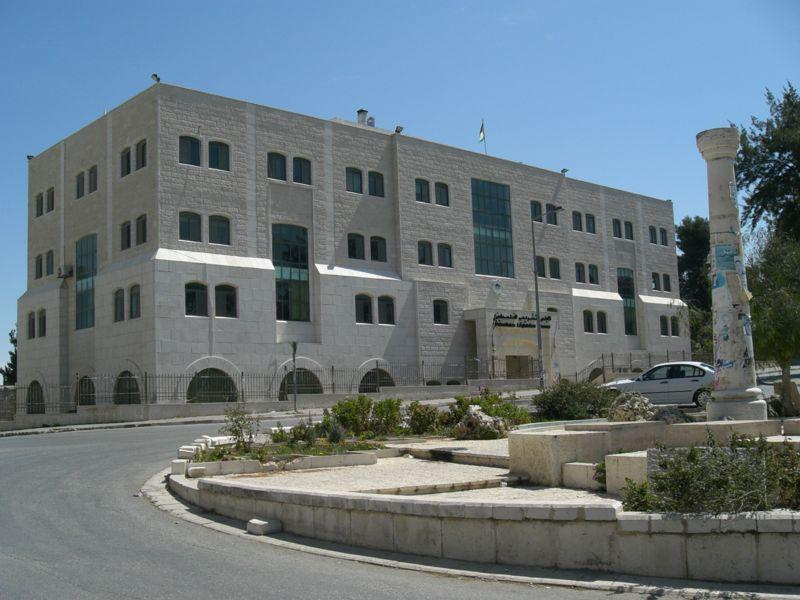
A Törvényhozó Tanács (parlament) épülete Ramallahban

## Államszervezet és közigazgatás
Az állam félelnöki rendszerű köztársaság. Izraellel a szuverenitási vita a 2020-as évek elején sem zárult le.

### Politikai pártok
- Fatah
- Hamász

## Lakosság

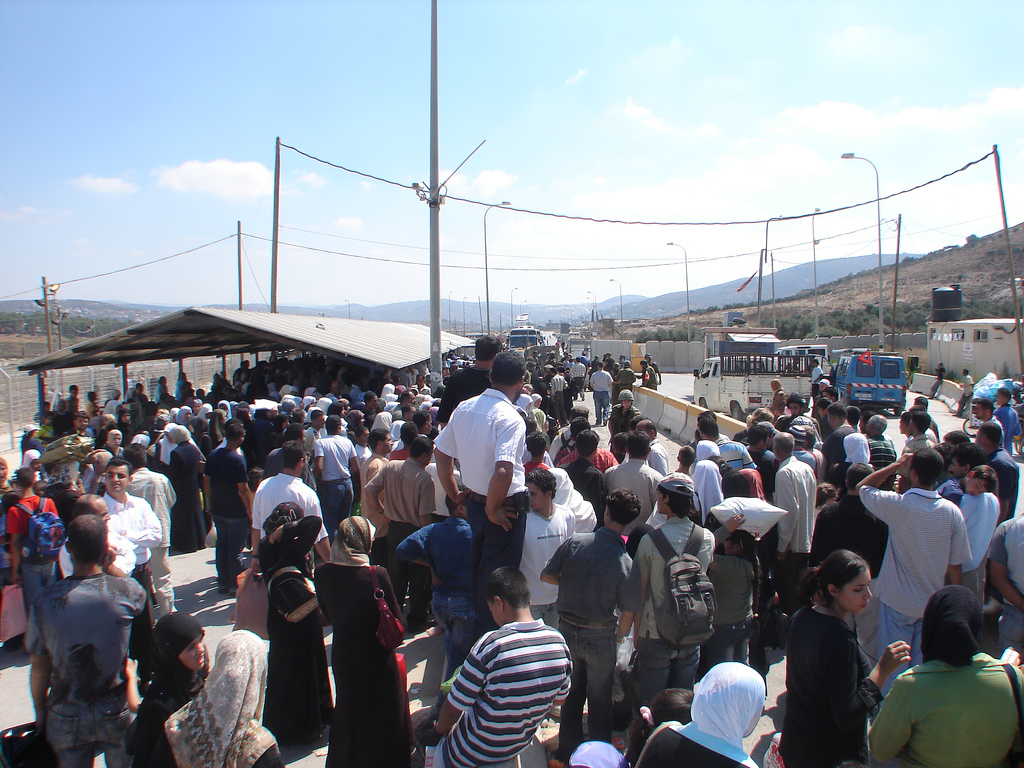
Áthaladni szándékozó palesztinok egy izraeli ellenőrzőpontnál

### Népességének változása
A lakosság száma 3 761 676 fő volt a 2007 novemberi népszámlálás szerint. 2021 májusában már mintegy 5,23 millió lakosa volt. Az előrejelzések további gyors növekedés mutatnak, 2025-re mintegy 5,74 millió fős népességet.

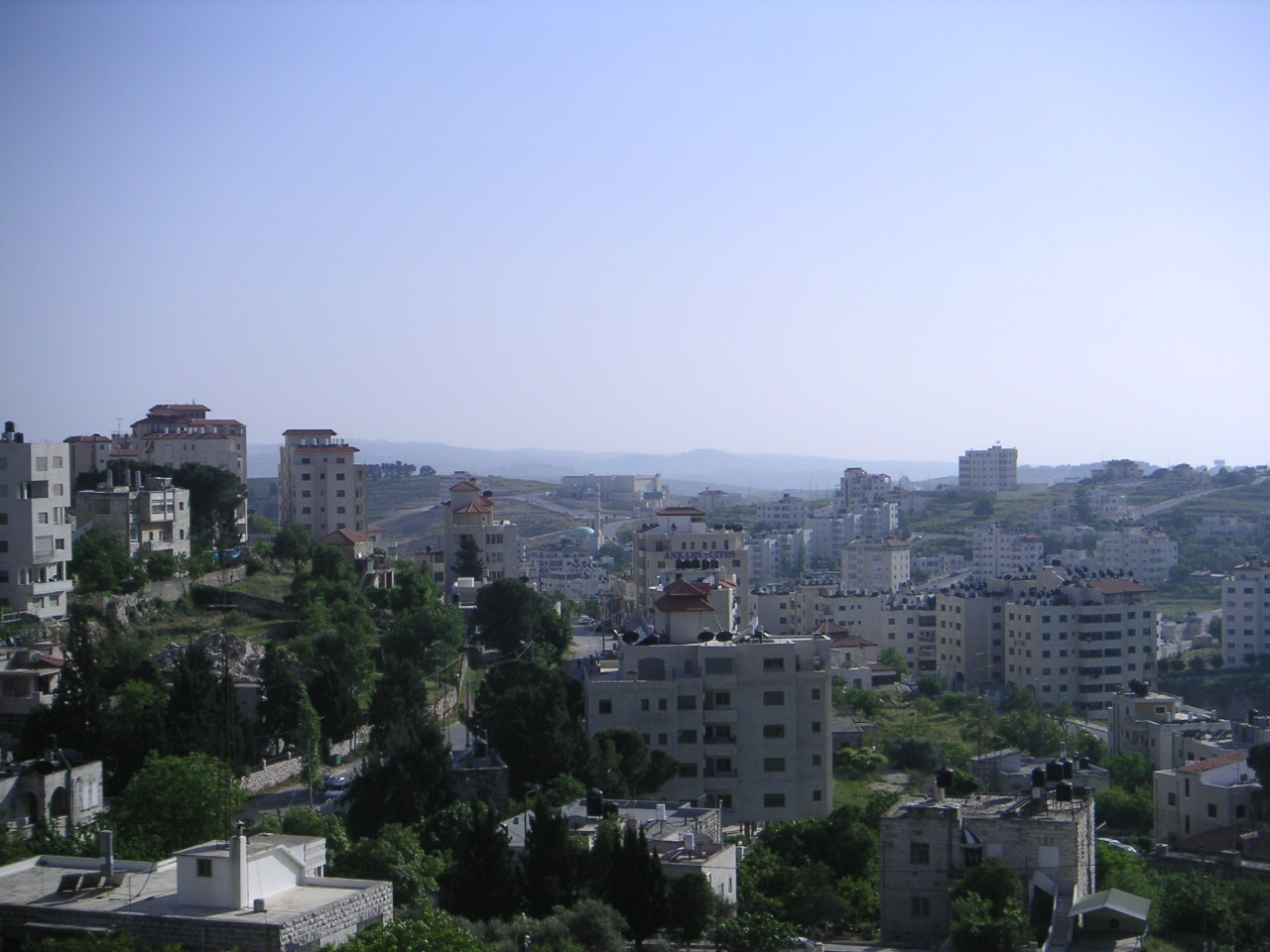
Ramallah

| Lakosok száma | 4 550 368 | 4 684 777 | 5 227 193 |
|               | 2014      | 2017      | 2021      |

### Nemzetiségek
- arab, kurd, örmény, egyéb ázsiai 83%;
- zsidó (izraeli telepesek) 17%.

### Demográfia
- 0-14 éves 42,4%
- 15-64 éves 54,2%
- 65 éves és idősebb 3,4%

Az élveszületések száma: 30,99/1000 főre vetítve.

### Vallás
A lakosság 75%-a muszlim, 17% zsidó, 8%-a keresztény.
A Gázai övezet lakosságának vallási összetétele: 90,1% muzulmán, 0,1% zsidó és 9,8% keresztény.

### Települések

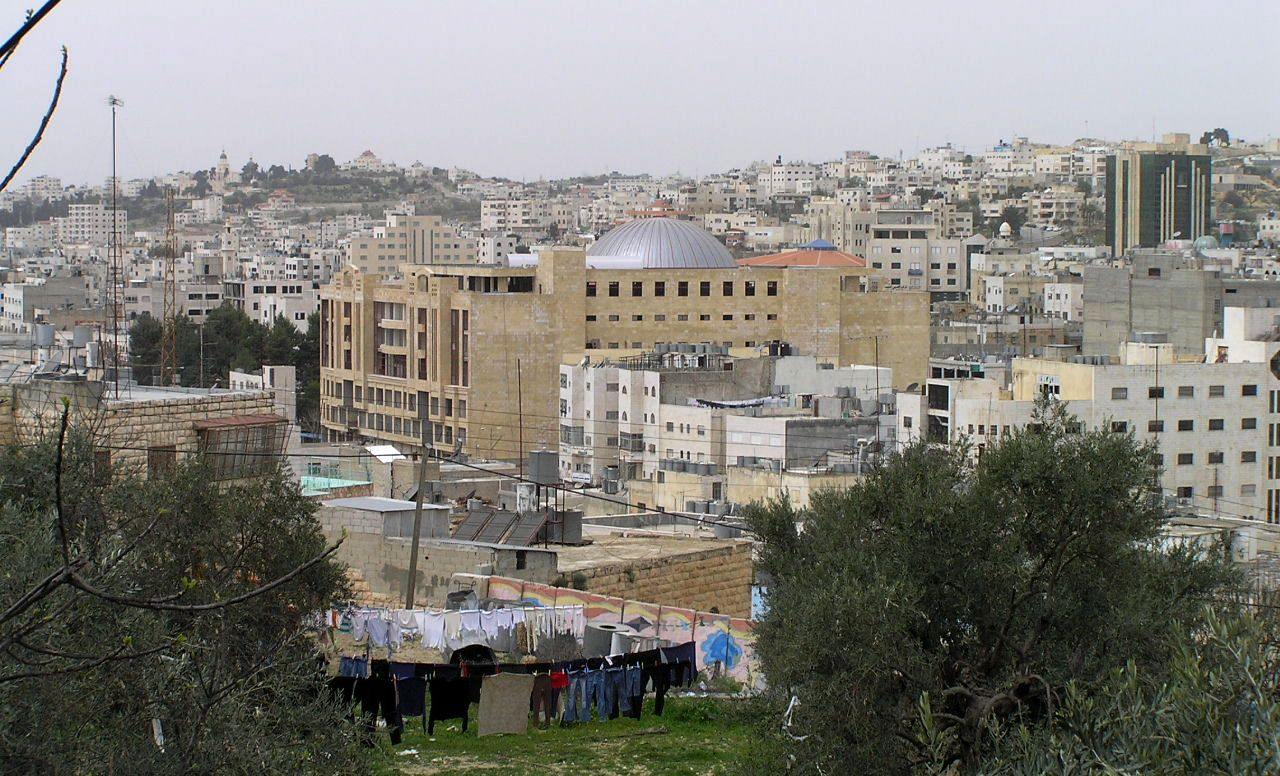
Hebron

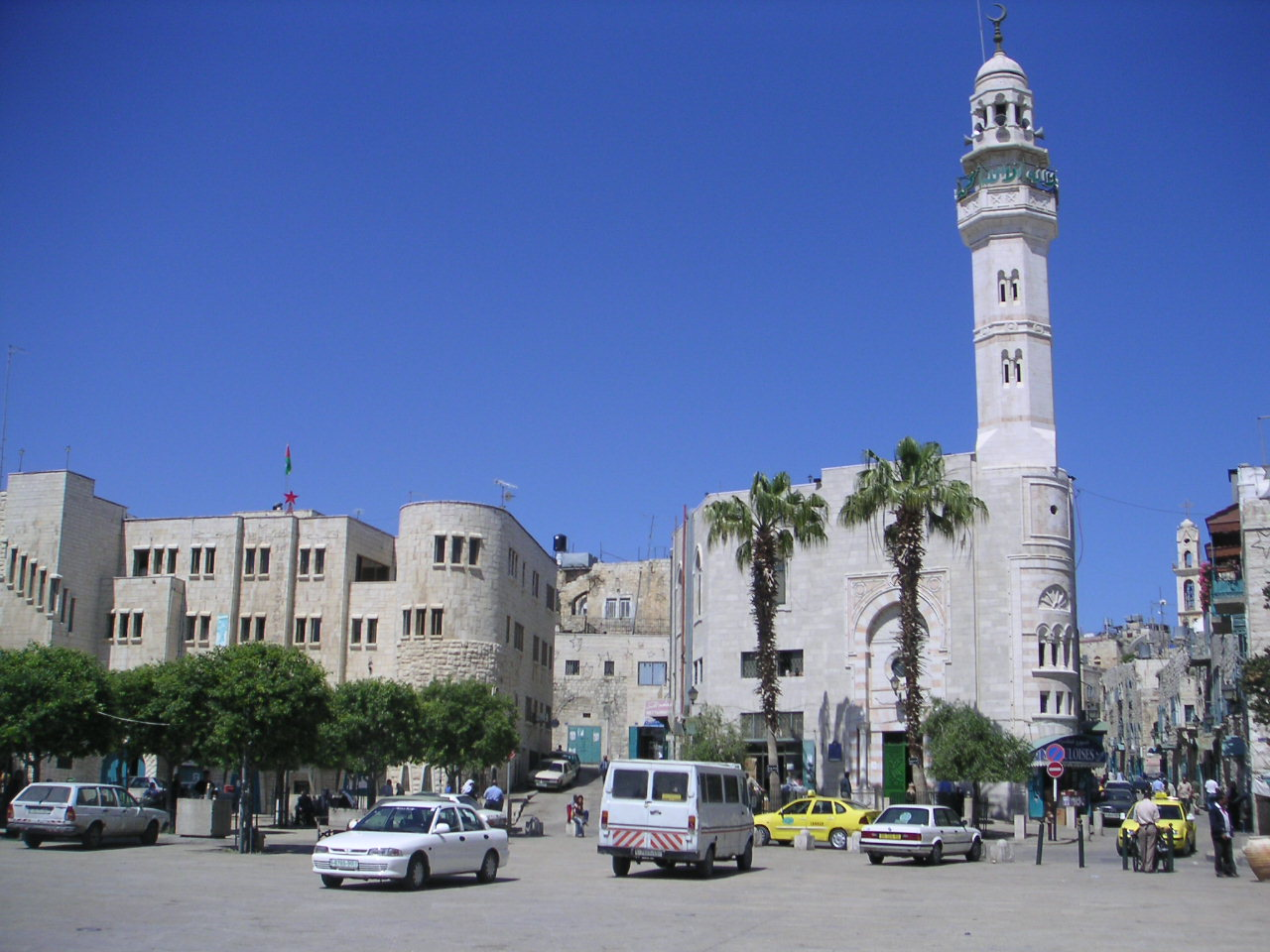
Betlehem

- Betlehem (arabul Bait Lahm, بيت لحم)
- Bajt Dzsala (بيت جالا)
- Bajt Hánún (بيت حانون)
- Bír Zajt (بير زيت)
- Gáza város (غزة)
- Hebron (arabul al-Halíl, الخليل)
- Dzsenín (جنين)
- Jeruzsálem
- Jerikó (arabul Aríha, أريحا)
- Hán Júnisz (خان يونس)
- Náblusz (نابلس)
- Kalkilijja (قلقيلية)
- Rafah (رفح)
- Rámalláh (Rám Alláh, رام اﷲ)
- Túlkaram (طول كرم)
- az-Zabábda (الزبابدة)

## Kultúra

### Gasztronómia

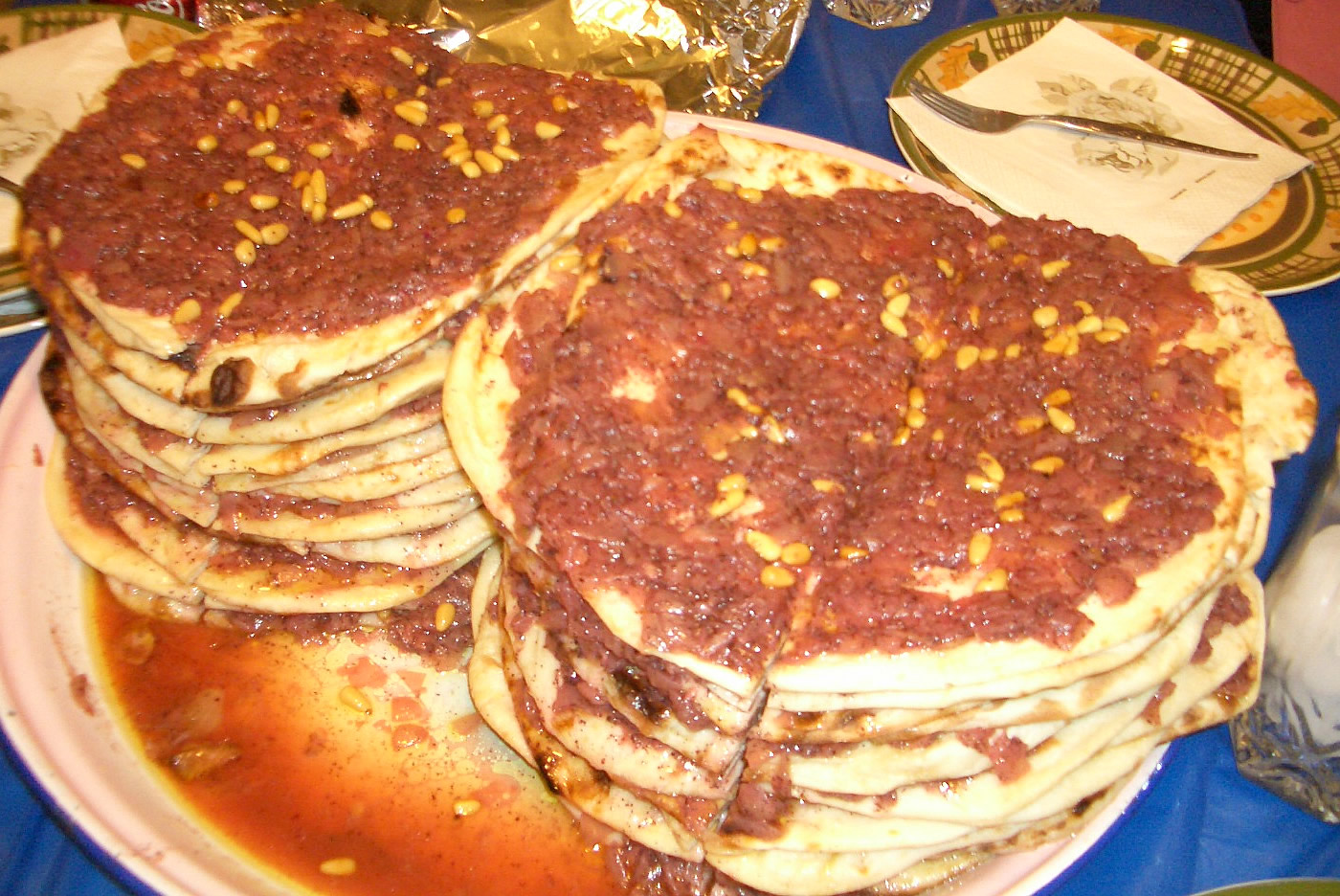
A muszahán

A palesztin konyha nagyon közel áll a jordániai, szíriai és libanoni konyhához, s jelentős oszmán-török hatással rendelkezik. A gázai terület gasztronómiája már eltérőbb, arra sokkal inkább a levantei kulináris jegyek a jellemzők.
Az egykori Galilea területén gyakori alapanyag a kibbee nevű rizsfajta. A ciszjordániai régió jellegzetessége a tabún nevű kenyér. A desszertek népszerűek és széles a választék belőlük. Általában datolyából, sajtból, mandulából, dióból és pisztáciából készítik ezeket. Gyümölcsleveket szentjánoskenyérfagyümölcsből, tamarinduszból és sárgabarackból készítenek.
Az északi régióban gyakori fogás a piláf, amelynek alapanyagai rizsliszt, rizs, apróra vágott bárányhús és fenyőmag, ízesítve különféle fűszerekkel, báránycomb vagy baromfihús kíséretében. Ciszjordánia különlegessége a muszahán, amelynek alapja a tabún, megtöltve pörkölt baromfihússal, hagymával, szegfűborssal és fenyőmaggal.

## Gazdaság
A palesztin gazdaságot sújtják Izrael személy- és árumozgást korlátozó intézkedései, és a természeti erőforrások (például víz) izraeli korlátozása, ezért az jobbára segélyekre épül. Az arab országokkal szemben az Európai Unió, az USA és Izrael csak a Fatah szervezetet részesítik támogatásukban, a Hamászt nem. A Gázai övezetben gyakran korlátozzák az üzemanyag, az élelmiszer és egyéb árucikkek behozatalát az izraeli hatóságok, remélve, hogy így a Hamász elveszíti támogatottságát.
A segélyek körül mindig is sok vita folyt, bár mindkét palesztin szervezet igyekszik a blokád alatt élő civileken segíteni és szociális támogatást nyújtani.

## Telekommunikáció
| Hívójel prefix | E4 |
| ITU zóna       | 39 |
| CQ zóna        | 20 |